# Гродзенский, Хаим-Ойзер Давидович

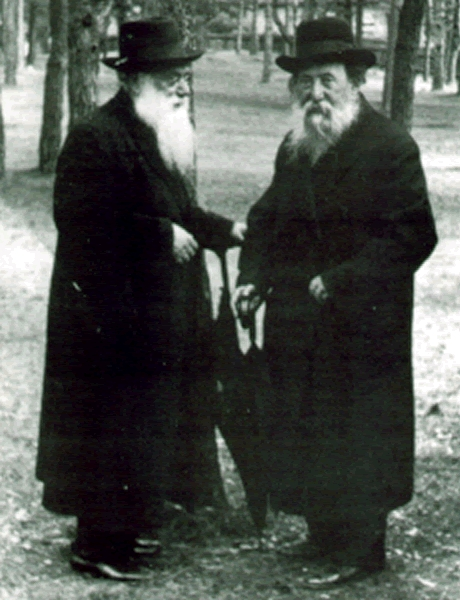
Гродзинский, Хаим Озер

Хаим-Ойзер Давидович Гродзенский (также Хаим-Эйзер; 1863, Ивье, Ошмянский уезд, Виленская губерния — 1940, Вильнюс) — главный (неофициальный) раввин Вильнюса и крупный еврейский общественный деятель Польши в период между двумя мировыми войнами.

## Биография
Родился в Ивье, современной Гродненской области, где его отец Шлойме-Довид Лейбович Гродзенский был раввином. Мать — Лея-Ривка Гродзенская. Рано проявил выдающиеся способности. В 15 лет начинает учиться в воложинской иешиве и вскоре становится ближайшим учеником рава Хаима Соловейчика. В 20 лет уже смог прославиться среди учёных евреев, как илуй.
По совету своего отца вскоре женится на Гене-Фрейде Эльяш-Лейзеровне Гродзенской (1864—?) — дочери Эльяша-Лейзера Ициковича Гродзенского, виленского даяна и зятя раввина Исроэла Липкина из Салантай. Рав Хаим планировал после свадьбы полностью погрузиться в изучение Торы в колеле на содержание тестя, однако в 1885 тесть внезапно умер и виленская община попросила молодого человека занять место тестя. Раву Хаиму пришлось согласиться и вскоре, несмотря на молодой возраст он выдвинулся на ведущую роль в раввинском суде и в еврейской общине.
В Вильнюсе со времен гаона не было главного раввина и всеми общинными делами управлял совет судей, один из которых был неофициальным главным раввином. Вскоре после назначения Гродзенского на должность судьи вокруг него собралась группа способных учеников, которой он читал еженедельные лекции. Более всего из них прославились Мойше Шацкес, Йехезкел Абрамский и Элиэзер Сильвер. В 1912 году был одной из центральный фигур на первом съезде Агудат Исраэль и был участником всех съездов организации до самой смерти. 27 июня 1926 года вторично женился на Яхне Мееровне Шапиро (урождённой Атлас, 1871—?).
В 1939 году после раздела Польши и передачи Виленского уезда Литве в Вильнюс хлынул многотысячный поток еврейских беженцев. Гродзенский пытался помочь им благоустроиться, однако его здоровье уже и так было подорвано, и вскоре он умер.
Центральная улица Петах-Тиквы носит его имя.

## Труды
- «Ахиэзер» — галахические респонсы в 3-х томах